# Selci (Włochy)
Selci – miejscowość i gmina we Włoszech, w regionie Lacjum, w prowincji Rieti.
Według danych na rok 2004 gminę zamieszkiwało 1000 osób, 142,9 os./km².